# Білокамінська сільська рада (Золочівський район)
Білокамінська сільська рада — колишній орган місцевого самоврядування у Золочівському районі Львівської області з адміністративним центром у с. Білий Камінь.

## Загальні відомості
Історична дата утворення - 1939 рік. Водоймища на території, підпорядкованій даній раді: річки Західний Буг, Золочівка.

## Населені пункти
Сільській раді були підпорядковані населені пункти:
- с. Білий Камінь
- с. Бужок
- с. Гавареччина
- с. Підлисся
- с. Розваж
- с. Черемошня

## Склад ради
Рада складалася з 16 депутатів та голови.

### Керівний склад ради
| ПІБ                         | Основні відомості                                                 | Дата обрання | Дата звільнення |
| --------------------------- | ----------------------------------------------------------------- | ------------ | --------------- |
| Важний Володимир Михайлович | Сільський голова, 1956 року народження, освіта, безпартійний      | 26.03.2006   | 31.10.2010      |
| Важний Володимир Михайлович | Сільський голова, 1956 року народження, освіта вища, безпартійний | 31.10.2010   |                 |

Примітка: таблиця складена за даними джерела